# Pleiospilos bolusii
Pleiospilos bolusii là một loài thực vật có hoa trong họ Phiên hạnh. Loài này được (Hook. f.) N.E. Br. miêu tả khoa học đầu tiên năm 1926.